# 固江鲤鱼灯
固江鲤鱼灯，又名鲤鱼灯舞，是流传于江西省吉安县的传统民间舞蹈，起源於古代民間舞蹈。吉安县固江镇的居民会表演鲤鱼灯舞来祈求風調雨順、年年有餘。鲤鱼灯舞使用鱼形花灯，并以民間樂器伴奏，表现了鱼虾腾跃的景象。这种舞蹈具有特殊的藝術效果，場面極具觀賞價值。2008年，江西省吉安县的鲤鱼灯舞被列入国家级非物质文化遗产名录。